# Shi Fangjing
Shi Fangjing (chinesisch 史方静; * 3. Juli 1965) ist eine ehemalige Badmintonspielerin aus der Volksrepublik China.

## Karriere
Shi Fangjing gewann 1987 den Titel im Mixed bei der Weltmeisterschaft gemeinsam mit Wang Pengren. Zuvor hatte sie bereits vier Titel bei den Polnischen Internationalen Meisterschaften gewonnen. 1988 siegte sie bei den Swedish Open, 1989 bei den French Open. Bei der Weltmeisterschaft 1989 konnte sie noch einmal Bronze erkämpfen ebenso wie bei den Asienspielen 1990.

## Sportliche Erfolge
| Saison | Veranstaltung     | Disziplin   | Platz | Name                        |
| ------ | ----------------- | ----------- | ----- | --------------------------- |
| 1985   | Polish Open       | Mixed       | 1     | Wang Pengren / Shi Fangjing |
| 1985   | Polish Open       | Damendoppel | 1     | Shi Fangjing / Sun Xiaoqing |
| 1986   | Polish Open       | Mixed       | 1     | Wang Pengren / Shi Fangjing |
| 1986   | Polish Open       | Damendoppel | 1     | Shi Fangjing / Wu Yuhong    |
| 1987   | Weltmeisterschaft | Mixed       | 1     | Wang Pengren / Shi Fangjing |
| 1988   | Thailand Open     | Mixed       | 2     | Wang Pengren / Shi Fangjin  |
| 1988   | Swedish Open      | Mixed       | 1     | Wang Pengren / Shi Fangjing |
| 1989   | French Open       | Mixed       | 1     | Wang Pengren / Shi Fangjing |
| 1989   | Weltmeisterschaft | Mixed       | 3     | Wang Pengren / Shi Fangjing |
| 1990   | Asienspiele       | Mixed       | 3     | Zheng Yumin / Shi Fangjing  |